# SMS Lothringen
SMS Lothringen byla poslední z pěti bitevních lodí (predreadnought) třídy Braunschweig postavených pro německé císařské námořnictvo. Kýl lodi byl položen v loděnici AG Vulcan ve Štětíně v prosinci 1902, spuštěna na vodu byla v květnu 1904 a do služby byla přijata v květnu 1906. Jméno dostala podle Lotrinska (dnes součást Francie). Její hlavní výzbroj tvořila 4 děla ráže 280 mm (11 palců) a dosahovala maximální rychlosti 18 uzlů (33 km/h; 21 mph). Jako všechny ostatní lodě typu predreadnought postavené na přelomu století rychle zastarala uvedením do služby revoluční lodi HMS Dreadnought v roce 1906, kvůli čemuž byla u německého námořnictva její služba omezena.
V době míru se Lothringen soustředila na výcvik floty, kdy byla součástí II. bitevní eskadry a cvičné plavby do zahraničních přístavů. Na červenec 1914 bylo plánováno vyřadit ji ze služby a nahradit novějšími bitevními loděmi typu dreadnought, nicméně vypuknutí první světové války toho měsíce jejímu vyřazení zabránilo. První dva roky války strávila primárně službou jako strážní loď v německém zálivu. Spolu se zbytkem II. eskadry se připojila k dreadnoughtům Širokomořského loďstva a v prosinci 1914 kdy poskytovala podporu během ostřelování Scarborough, Hartlepoolu a Whitby. V únoru 1916 byla vyřazena u floty ze služby. Poté hlídkovala v dánských průlivech, dokud ji v září 1917 nenahradila bitevní loď Hannover. Zbytek války strávila jako odzbrojená cvičná loď.
Po válce si loď Lothringen ponechala Reichsmarine a v letech 1919 až 1920 byla přeměněna na depotní loď pro minolovky typu F. Po dokončení úkolu vyčistění minových polí v Severním moři byla v březnu 1920 umístěna do rezervy. Dalších deset let zůstala neaktivní, v březnu 1931 byla vyškrtnuta z námořního rejstříku a ještě ten rok prodána do šrotu.